# Бжедух
Бжедух (Бжедуг, груз. ბჟედუხი) — вершина Центрального Кавказа, по правому берегу верхнего Баксана, в ущелье Адылсу. Расположена на границе с Грузией, между пиками Кавказа и Вольной Испании. Со склонов вершины берут начало ледники Бжедух и Кашкаташ на российской стороне и Лехзыр (Лекзири) и Чалаат — на грузинской. Также от горы радиально расходятся хребты Гыйбаину (на север) и Доллакор (на юг).
Название имеет адыгские корни и является русской адаптацией этнонима кабард.-черк. бжъэдыгъу (переводится как «рог похитившие»). По мнению А. Твёрдого, название происходит от этникона Бжедуги. Возможно, название связано с адыгскими фамилиями Ажэдыгъу, Уэншэкудыгъу и Лъакъуэдыгъу и словом «пчела» (кабард.-черк. бжьэ).

## Топографические карты
- Лист карты K-38-26-1.